# US Bitam
El Union Sportive Bitam es un equipo de fútbol de Gabón que juega en la Primera División de Gabón, la liga de fútbol más importante del país.

## Historia
Fue fundado en el año 1947 en la ciudad de Bitam y ha sido campeón de liga en 3 ocasiones y ha ganado la copa de Gabón en 3 ocasiones.
A nivel internacional ha participado en 5 torneos continentales, donde su mejor participación ha sido en la Copa Confederación de la CAF 2013, en la cual alcanzaron la ronda de play-off, en donde fueron eliminados por el ES Sétif de Argelia, mismo año en que impusieron un récord de anotaciones en un juego ante el CD Guadalupe de Santo Tomé y Príncipe, al que le anotaron 12 goles en la victoria de 12-1 de local en la ronda preliminar.

## Palmarés
- Primera División de Gabón: 3

2003, 2010, 2013
- Copa Interclubes de Gabón: 3

1999, 2003, 2010

## Participación en competiciones de la CAF
| Temporada | Torneo                       | Ronda      | Club           | Casa       | Visita | Global      |
| --------- | ---------------------------- | ---------- | -------------- | ---------- | ------ | ----------- |
| 2000      | Recopa Africana              | 1          | Rayon Sport FC | 2-1        | 0-2    | 2-3         |
| 2004      | Liga de Campeones de la CAF  | 1          | Saint Michel   | 2-0        | 0-2    | 2-2 (2-4 p) |
| 2011      | Liga de Campeones de la CAF  | Preliminar | Les Astres     | 0-0        | 0-0    | 0-0 (5-3 p) |
| 2011      | Liga de Campeones de la CAF  | 1          | Enyimba        | 0-0        | 1-2    | 1-2         |
| 2013      | Copa Confederación de la CAF | Preliminar | CD Guadalupe   | 12-1       | 5-0    | 17-1        |
| 2013      | Copa Confederación de la CAF | 1          | Heartland FC   | Cancelado1 | 1-2    | 4-2         |
| 2013      | Copa Confederación de la CAF | 2          | USM Alger      | 3-0        | 0-0    | 3-0         |
| 2013      | Copa Confederación de la CAF | Play-Off   | ES Sétif       | 2-1        | 0-2    | 2-3         |
| 2014      | Liga de Campeones de la CAF  | Preliminar | Gor Mahia FC   | 1-0        | 0-1    | 1-1 (1-3 p) |

1- El Heartland llegó tarde al partido de vuelta y fue descalificado.